# Lista över fornlämningar i Växjö kommun (Söraby)
Lista över fornlämningar i Växjö kommun (Söraby) är en förteckning av ett urval av de fornlämningar som finns i Söraby i Växjö kommun.
| Namn          | Lämningstyp                 | Tillkomsttid | Historisk indelning | Plats | Läge                 | ID-nr          | Bild                                 |
| ------------- | --------------------------- | ------------ | ------------------- | ----- | -------------------- | -------------- | ------------------------------------ |
| Söraby 1:1    | Röse                        |              | Söraby, Småland     |       | 56.997056, 14.881521 | 10075300010001 | Ladda upp en bild av detta fornminne |
| Söraby 3:1    | Röse                        |              | Söraby, Småland     |       | 56.999173, 14.880800 | 10075300030001 | Ladda upp en bild av detta fornminne |
| Söraby 4:1    | Stensättning                |              | Söraby, Småland     |       | 56.985647, 14.885379 | 10075300040001 | Ladda upp en bild av detta fornminne |
| Söraby 5:1    | Röse                        |              | Söraby, Småland     |       | 56.998118, 14.881801 | 10075300050001 | Ladda upp en bild av detta fornminne |
| Söraby 6:1    | Röse                        |              | Söraby, Småland     |       | 57.002285, 14.864724 | 10075300060001 | Ladda upp en bild av detta fornminne |
| Söraby 7:1    | Röse                        |              | Söraby, Småland     |       | 57.001083, 14.858957 | 10075300070001 | Ladda upp en bild av detta fornminne |
| Söraby 10:1   | Röse                        |              | Söraby, Småland     |       | 57.002514, 14.860670 | 10075300100001 | Ladda upp en bild av detta fornminne |
| Söraby 11:1   | Gravfält                    |              | Söraby, Småland     |       | 56.995634, 14.859521 | 10075300110001 | Ladda upp en bild av detta fornminne |
| Söraby 13:1   | Stensättning                |              | Söraby, Småland     |       | 56.984188, 14.885590 | 10075300130001 | Ladda upp en bild av detta fornminne |
| Söraby 14:1   | Röse                        |              | Söraby, Småland     |       | 56.992533, 14.883024 | 10075300140001 | Ladda upp en bild av detta fornminne |
| Söraby 15:1   | Stenkammargrav              |              | Söraby, Småland     |       | 56.994060, 14.845586 | 10075300150001 | Ladda upp en bild av detta fornminne |
| Söraby 15:2   | Stensättning                |              | Söraby, Småland     |       | 56.994230, 14.845572 | 10075300150002 | Ladda upp en bild av detta fornminne |
| Söraby 15:3   | Stensättning                |              | Söraby, Småland     |       | 56.994293, 14.845382 | 10075300150003 | Ladda upp en bild av detta fornminne |
| Söraby 16:1   | Stensättning                |              | Söraby, Småland     |       | 56.998645, 14.839246 | 10075300160001 | Ladda upp en bild av detta fornminne |
| Söraby 16:2   | Grav markerad av sten/block |              | Söraby, Småland     |       | 56.998644, 14.839090 | 10075300160002 | Ladda upp en bild av detta fornminne |
| Söraby 17:1   | Stensättning                |              | Söraby, Småland     |       | 56.998089, 14.839348 | 10075300170001 | Ladda upp en bild av detta fornminne |
| Söraby 18:1   | Stenkammargrav              |              | Söraby, Småland     |       | 57.003118, 14.840710 | 10075300180001 | Ladda upp en bild av detta fornminne |
| Söraby 19:1   | Röse                        |              | Söraby, Småland     |       | 57.005593, 14.840026 | 10075300190001 | Ladda upp en bild av detta fornminne |
| Söraby 20:1   | Röse                        |              | Söraby, Småland     |       | 57.005758, 14.839678 | 10075300200001 | Ladda upp en bild av detta fornminne |
| Söraby 20:2   | Röse                        |              | Söraby, Småland     |       | 57.005685, 14.839704 | 10075300200002 | Ladda upp en bild av detta fornminne |
| Söraby 21:1   | Röse                        |              | Söraby, Småland     |       | 57.005575, 14.839290 | 10075300210001 | Ladda upp en bild av detta fornminne |
| Söraby 22:1   | Röse                        |              | Söraby, Småland     |       | 57.005305, 14.839711 | 10075300220001 | Ladda upp en bild av detta fornminne |
| Söraby 24:1   | Röse                        |              | Söraby, Småland     |       | 57.008486, 14.844569 | 10075300240001 | Ladda upp en bild av detta fornminne |
| Söraby 24:2   | Stensättning                |              | Söraby, Småland     |       | 57.008506, 14.844717 | 10075300240002 | Ladda upp en bild av detta fornminne |
| Söraby 24:3   | Stensättning                |              | Söraby, Småland     |       | 57.008601, 14.844740 | 10075300240003 | Ladda upp en bild av detta fornminne |
| Söraby 25:1   | Röse                        |              | Söraby, Småland     |       | 57.007861, 14.843522 | 10075300250001 | Ladda upp en bild av detta fornminne |
| Söraby 26:1   | Röse                        |              | Söraby, Småland     |       | 57.004501, 14.843831 | 10075300260001 | Ladda upp en bild av detta fornminne |
| Söraby 26:2   | Stensättning                |              | Söraby, Småland     |       | 57.004436, 14.844350 | 10075300260002 | Ladda upp en bild av detta fornminne |
| Söraby 27:1   | Röse                        |              | Söraby, Småland     |       | 57.004845, 14.845770 | 10075300270001 | Ladda upp en bild av detta fornminne |
| Söraby 28:1   | Stensättning                |              | Söraby, Småland     |       | 57.008961, 14.843509 | 10075300280001 | Ladda upp en bild av detta fornminne |
| Söraby 29:1   | Röse                        |              | Söraby, Småland     |       | 57.003575, 14.849835 | 10075300290001 | Ladda upp en bild av detta fornminne |
| Söraby 30:1   | Röse                        |              | Söraby, Småland     |       | 57.002140, 14.850051 | 10075300300001 | Ladda upp en bild av detta fornminne |
| Söraby 31:1   | Röse                        |              | Söraby, Småland     |       | 57.001467, 14.853826 | 10075300310001 | Ladda upp en bild av detta fornminne |
| Söraby 31:2   | Röse                        |              | Söraby, Småland     |       | 57.001385, 14.853821 | 10075300310002 | Ladda upp en bild av detta fornminne |
| Söraby 32:1   | Stenkammargrav              |              | Söraby, Småland     |       | 57.001045, 14.850694 | 10075300320001 | Ladda upp en bild av detta fornminne |
| Söraby 33:1   | Röse                        |              | Söraby, Småland     |       | 57.003141, 14.853439 | 10075300330001 | Ladda upp en bild av detta fornminne |
| Söraby 34:1   | Röse                        |              | Söraby, Småland     |       | 57.004423, 14.852638 | 10075300340001 | Ladda upp en bild av detta fornminne |
| Söraby 35:1   | Röse                        |              | Söraby, Småland     |       | 57.006853, 14.849978 | 10075300350001 | Ladda upp en bild av detta fornminne |
| Söraby 36:1   | Röse                        |              | Söraby, Småland     |       | 57.007390, 14.850854 | 10075300360001 | Ladda upp en bild av detta fornminne |
| Söraby 37:1   | Gravfält                    |              | Söraby, Småland     |       | 57.008531, 14.840639 | 10075300370001 | Ladda upp en bild av detta fornminne |
| Söraby 38:1   | Stenkammargrav              |              | Söraby, Småland     |       | 57.003232, 14.855221 | 10075300380001 | Ladda upp en bild av detta fornminne |
| Söraby 38:2   | Stenkammargrav              |              | Söraby, Småland     |       | 57.003417, 14.855044 | 10075300380002 | Ladda upp en bild av detta fornminne |
| Söraby 39:1   | Röse                        |              | Söraby, Småland     |       | 57.015433, 14.842840 | 10075300390001 | Ladda upp en bild av detta fornminne |
| Söraby 40:1   | Röse                        |              | Söraby, Småland     |       | 57.016551, 14.832882 | 10075300400001 | Ladda upp en bild av detta fornminne |
| Söraby 40:2   | Stensättning                |              | Söraby, Småland     |       | 57.016386, 14.832439 | 10075300400002 | Ladda upp en bild av detta fornminne |
| Söraby 41:1   | Gravfält                    |              | Söraby, Småland     |       | 57.015169, 14.832368 | 10075300410001 | Ladda upp en bild av detta fornminne |
| Söraby 42:1   | Röse                        |              | Söraby, Småland     |       | 57.014826, 14.832681 | 10075300420001 | Ladda upp en bild av detta fornminne |
| Söraby 43:1   | Röse                        |              | Söraby, Småland     |       | 57.018927, 14.833046 | 10075300430001 | Ladda upp en bild av detta fornminne |
| Söraby 44:1   | Röse                        |              | Söraby, Småland     |       | 57.018383, 14.832523 | 10075300440001 | Ladda upp en bild av detta fornminne |
| Söraby 44:2   | Stensättning                |              | Söraby, Småland     |       | 57.018567, 14.832552 | 10075300440002 | Ladda upp en bild av detta fornminne |
| Söraby 46:1   | Röse                        |              | Söraby, Småland     |       | 57.019399, 14.836375 | 10075300460001 | Ladda upp en bild av detta fornminne |
| Söraby 47:1   | Röse                        |              | Söraby, Småland     |       | 57.023798, 14.833065 | 10075300470001 | Ladda upp en bild av detta fornminne |
| Söraby 48:1   | Röse                        |              | Söraby, Småland     |       | 57.023800, 14.835199 | 10075300480001 | Ladda upp en bild av detta fornminne |
| Söraby 49:1   | Röse                        |              | Söraby, Småland     |       | 57.023805, 14.825322 | 10075300490001 | Ladda upp en bild av detta fornminne |
| Söraby 50:1   | Röse                        |              | Söraby, Småland     |       | 57.023352, 14.820401 | 10075300500001 | Ladda upp en bild av detta fornminne |
| Söraby 51:1   | Gravfält                    |              | Söraby, Småland     |       | 57.019012, 14.843507 | 10075300510001 | Ladda upp en bild av detta fornminne |
| Söraby 52:1   | Gravfält                    |              | Söraby, Småland     |       | 57.027310, 14.843236 | 10075300520001 | Ladda upp en bild av detta fornminne |
| Söraby 53:1   | Röse                        |              | Söraby, Småland     |       | 57.027006, 14.850187 | 10075300530001 | Ladda upp en bild av detta fornminne |
| Söraby 54:1   | Röse                        |              | Söraby, Småland     |       | 57.035818, 14.832751 | 10075300540001 | Ladda upp en bild av detta fornminne |
| Söraby 55:1   | Röse                        |              | Söraby, Småland     |       | 57.036195, 14.832539 | 10075300550001 | Ladda upp en bild av detta fornminne |
| Söraby 56:1   | Stenkammargrav              |              | Söraby, Småland     |       | 57.038663, 14.839322 | 10075300560001 | Ladda upp en bild av detta fornminne |
| Söraby 57:1   | Röse                        |              | Söraby, Småland     |       | 57.011369, 14.877001 | 10075300570001 | Ladda upp en bild av detta fornminne |
| Söraby 58:1   | Röse                        |              | Söraby, Småland     |       | 57.009394, 14.863811 | 10075300580001 | Ladda upp en bild av detta fornminne |
| Söraby 59:1   | Röse                        |              | Söraby, Småland     |       | 57.046652, 14.856777 | 10075300590001 | Ladda upp en bild av detta fornminne |
| Söraby 60:1   | Röse                        |              | Söraby, Småland     |       | 57.035640, 14.833828 | 10075300600001 | Ladda upp en bild av detta fornminne |
| Söraby 61:1   | Röse                        |              | Söraby, Småland     |       | 57.030658, 14.833931 | 10075300610001 | Ladda upp en bild av detta fornminne |
| Söraby 61:2   | Stensättning                |              | Söraby, Småland     |       | 57.030647, 14.833805 | 10075300610002 | Ladda upp en bild av detta fornminne |
| Söraby 63:1   | Begravningsplats            |              | Söraby, Småland     |       | 57.036785, 14.878483 | 10075300630001 | Ladda upp en bild av detta fornminne |
| Söraby 64:1   | Röse                        |              | Söraby, Småland     |       | 57.045089, 14.869542 | 10075300640001 | Ladda upp en bild av detta fornminne |
| Söraby 66:1   | Röse                        |              | Söraby, Småland     |       | 57.031739, 14.890305 | 10075300660001 | Ladda upp en bild av detta fornminne |
| Söraby 68:1   | Gravfält                    |              | Söraby, Småland     |       | 57.012254, 14.899533 | 10075300680001 | Ladda upp en bild av detta fornminne |
| Söraby 69:1   | Röse                        |              | Söraby, Småland     |       | 57.014711, 14.901890 | 10075300690001 | Ladda upp en bild av detta fornminne |
| Söraby 70:1   | Stenkammargrav              |              | Söraby, Småland     |       | 57.013672, 14.910442 | 10075300700001 | Ladda upp en bild av detta fornminne |
| Söraby 71:1   | Gravfält                    |              | Söraby, Småland     |       | 57.008959, 14.912995 | 10075300710001 | Ladda upp en bild av detta fornminne |
| Söraby 72:1   | Röse                        |              | Söraby, Småland     |       | 57.009073, 14.907047 | 10075300720001 | Ladda upp en bild av detta fornminne |
| Söraby 74:1   | Röse                        |              | Söraby, Småland     |       | 57.023750, 14.928136 | 10075300740001 | Ladda upp en bild av detta fornminne |
| Söraby 75:1   | Röse                        |              | Söraby, Småland     |       | 57.031097, 14.936278 | 10075300750001 | Ladda upp en bild av detta fornminne |
| Söraby 75:2   | Grav markerad av sten/block |              | Söraby, Småland     |       | 57.030976, 14.936270 | 10075300750002 | Ladda upp en bild av detta fornminne |
| Söraby 76:1   | Röse                        |              | Söraby, Småland     |       | 57.026859, 14.931969 | 10075300760001 | Ladda upp en bild av detta fornminne |
| Söraby 77:1   | Stenkammargrav              |              | Söraby, Småland     |       | 57.034554, 14.934529 | 10075300770001 | Ladda upp en bild av detta fornminne |
| Söraby 79:1   | Röse                        |              | Söraby, Småland     |       | 57.049313, 14.919506 | 10075300790001 | Ladda upp en bild av detta fornminne |
| Söraby 82:1   | Stenkammargrav              |              | Söraby, Småland     |       | 57.041101, 14.921407 | 10075300820001 | Ladda upp en bild av detta fornminne |
| Söraby 85:1   | Gravfält                    |              | Söraby, Småland     |       | 57.033166, 14.942244 | 10075300850001 | Ladda upp en bild av detta fornminne |
| Söraby 86:1   | Grav markerad av sten/block |              | Söraby, Småland     |       | 57.033417, 14.942883 | 10075300860001 | Ladda upp en bild av detta fornminne |
| Söraby 88:1   | Stenkammargrav              |              | Söraby, Småland     |       | 57.050465, 14.862919 | 10075300880001 | Ladda upp en bild av detta fornminne |
| Söraby 90:1   | Röse                        |              | Söraby, Småland     |       | 57.056395, 14.857427 | 10075300900001 | Ladda upp en bild av detta fornminne |
| Söraby 90:2   | Röse                        |              | Söraby, Småland     |       | 57.056522, 14.857149 | 10075300900002 | Ladda upp en bild av detta fornminne |
| Söraby 91:1   | Röse                        |              | Söraby, Småland     |       | 57.060519, 14.843989 | 10075300910001 | Ladda upp en bild av detta fornminne |
| Söraby 92:1   | Röse                        |              | Söraby, Småland     |       | 57.016156, 14.880054 | 10075300920001 | Ladda upp en bild av detta fornminne |
| Söraby 93:1   | Gravfält                    |              | Söraby, Småland     |       | 57.012048, 14.877850 | 10075300930001 | Ladda upp en bild av detta fornminne |
| Söraby 97:1   | Röse                        |              | Söraby, Småland     |       | 57.010539, 14.921832 | 10075300970001 | Ladda upp en bild av detta fornminne |
| Söraby 98:1   | Stensättning                |              | Söraby, Småland     |       | 57.041850, 14.940661 | 10075300980001 | Ladda upp en bild av detta fornminne |
| Söraby 100:1  | Stensättning                |              | Söraby, Småland     |       | 57.040823, 14.923629 | 10075301000001 | Ladda upp en bild av detta fornminne |
| Söraby 114:1  | Stensättning                |              | Söraby, Småland     |       | 57.042733, 14.921359 | 10075301140001 | Ladda upp en bild av detta fornminne |
| Söraby 116:1  | Röse                        |              | Söraby, Småland     |       | 57.040473, 14.933029 | 10075301160001 | Ladda upp en bild av detta fornminne |
| Söraby 116:2  | Röse                        |              | Söraby, Småland     |       | 57.040424, 14.933136 | 10075301160002 | Ladda upp en bild av detta fornminne |
| Söraby 117:1  | Röse                        |              | Söraby, Småland     |       | 57.040999, 14.933199 | 10075301170001 | Ladda upp en bild av detta fornminne |
| Söraby 118:1  | Stensättning                |              | Söraby, Småland     |       | 57.042392, 14.933293 | 10075301180001 | Ladda upp en bild av detta fornminne |
| Söraby 120:1  | Hällristning                |              | Söraby, Småland     |       | 56.994893, 14.844930 | 10075301200001 | Ladda upp en bild av detta fornminne |
| Söraby 123:1  | Röse                        |              | Söraby, Småland     |       | 57.012661, 14.919112 | 10075301230001 | Ladda upp en bild av detta fornminne |
| Söraby 124:1  | Stensättning                |              | Söraby, Småland     |       | 57.012912, 14.932058 | 10075301240001 | Ladda upp en bild av detta fornminne |
| Söraby 124:2  | Stensättning                |              | Söraby, Småland     |       | 57.012842, 14.932058 | 10075301240002 | Ladda upp en bild av detta fornminne |
| Söraby 125:1  | Röse                        |              | Söraby, Småland     |       | 57.016597, 14.922874 | 10075301250001 | Ladda upp en bild av detta fornminne |
| Söraby 126:1  | Stensättning                |              | Söraby, Småland     |       | 57.023710, 14.824419 | 10075301260001 | Ladda upp en bild av detta fornminne |
| Söraby 127:1  | Hällristning                |              | Söraby, Småland     |       | 57.023673, 14.819718 | 10075301270001 | Ladda upp en bild av detta fornminne |
| Söraby 128:1  | Röse                        |              | Söraby, Småland     |       | 57.015499, 14.833248 | 10075301280001 | Ladda upp en bild av detta fornminne |
| Söraby 129:1  | Stensättning                |              | Söraby, Småland     |       | 57.018553, 14.840542 | 10075301290001 | Ladda upp en bild av detta fornminne |
| Söraby 130:1  | Gravfält                    |              | Söraby, Småland     |       | 57.016089, 14.842681 | 10075301300001 | Ladda upp en bild av detta fornminne |
| Söraby 131:1  | Stensättning                |              | Söraby, Småland     |       | 57.010085, 14.836121 | 10075301310001 | Ladda upp en bild av detta fornminne |
| Söraby 131:2  | Stensättning                |              | Söraby, Småland     |       | 57.010154, 14.836273 | 10075301310002 | Ladda upp en bild av detta fornminne |
| Söraby 131:3  | Röse                        |              | Söraby, Småland     |       | 57.009961, 14.836617 | 10075301310003 | Ladda upp en bild av detta fornminne |
| Söraby 132:1  | Röse                        |              | Söraby, Småland     |       | 57.011666, 14.836518 | 10075301320001 | Ladda upp en bild av detta fornminne |
| Söraby 133:1  | Stensättning                |              | Söraby, Småland     |       | 57.011564, 14.835428 | 10075301330001 | Ladda upp en bild av detta fornminne |
| Söraby 134:1  | Stensättning                |              | Söraby, Småland     |       | 57.011910, 14.835645 | 10075301340001 | Ladda upp en bild av detta fornminne |
| Söraby 135:1  | Hällristning                |              | Söraby, Småland     |       | 57.012585, 14.835411 | 10075301350001 | Ladda upp en bild av detta fornminne |
| Söraby 137:1  | Gravfält                    |              | Söraby, Småland     |       | 57.025919, 14.837543 | 10075301370001 | Ladda upp en bild av detta fornminne |
| Söraby 138:1  | Röse                        |              | Söraby, Småland     |       | 57.009512, 14.848131 | 10075301380001 | Ladda upp en bild av detta fornminne |
| Söraby 138:2  | Stensättning                |              | Söraby, Småland     |       | 57.009642, 14.847781 | 10075301380002 | Ladda upp en bild av detta fornminne |
| Söraby 141:1  | Stensättning                |              | Söraby, Småland     |       | 57.008246, 14.879030 | 10075301410001 | Ladda upp en bild av detta fornminne |
| Söraby 142:1  | Gravfält                    |              | Söraby, Småland     |       | 57.027202, 14.841999 | 10075301420001 | Ladda upp en bild av detta fornminne |
| Söraby 144:1  | Röse                        |              | Söraby, Småland     |       | 57.027857, 14.838659 | 10075301440001 | Ladda upp en bild av detta fornminne |
| Söraby 147:1  | Gravfält                    |              | Söraby, Småland     |       | 57.027420, 14.852305 | 10075301470001 | Ladda upp en bild av detta fornminne |
| Söraby 149:1  | Röse                        |              | Söraby, Småland     |       | 57.026673, 14.849579 | 10075301490001 | Ladda upp en bild av detta fornminne |
| Söraby 150:1  | Röse                        |              | Söraby, Småland     |       | 57.038825, 14.854963 | 10075301500001 | Ladda upp en bild av detta fornminne |
| Söraby 150:2  | Stensättning                |              | Söraby, Småland     |       | 57.038659, 14.855387 | 10075301500002 | Ladda upp en bild av detta fornminne |
| Söraby 155:1  | Stensättning                |              | Söraby, Småland     |       | 57.037370, 14.847149 | 10075301550001 | Ladda upp en bild av detta fornminne |
| Söraby 156:1  | Röse                        |              | Söraby, Småland     |       | 57.038113, 14.846974 | 10075301560001 | Ladda upp en bild av detta fornminne |
| Söraby 156:2  | Stensättning                |              | Söraby, Småland     |       | 57.037977, 14.846945 | 10075301560002 | Ladda upp en bild av detta fornminne |
| Söraby 157:1  | Stensättning                |              | Söraby, Småland     |       | 57.038036, 14.842043 | 10075301570001 | Ladda upp en bild av detta fornminne |
| Söraby 158:1  | Stensättning                |              | Söraby, Småland     |       | 57.039160, 14.838882 | 10075301580001 | Ladda upp en bild av detta fornminne |
| Söraby 159:1  | Stensättning                |              | Söraby, Småland     |       | 57.039514, 14.841125 | 10075301590001 | Ladda upp en bild av detta fornminne |
| Söraby 161:1  | Röse                        |              | Söraby, Småland     |       | 57.030392, 14.895174 | 10075301610001 | Ladda upp en bild av detta fornminne |
| Söraby 162:1  | Stensättning                |              | Söraby, Småland     |       | 57.003633, 14.870822 | 10075301620001 | Ladda upp en bild av detta fornminne |
| Söraby 163:1  | Stensättning                |              | Söraby, Småland     |       | 57.002997, 14.871058 | 10075301630001 | Ladda upp en bild av detta fornminne |
| Söraby 164:1  | Röse                        |              | Söraby, Småland     |       | 57.001065, 14.862159 | 10075301640001 | Ladda upp en bild av detta fornminne |
| Söraby 165:1  | Hällristning                |              | Söraby, Småland     |       | 57.000205, 14.862561 | 10075301650001 | Ladda upp en bild av detta fornminne |
| Söraby 166:1  | Stensättning                |              | Söraby, Småland     |       | 56.999285, 14.867973 | 10075301660001 | Ladda upp en bild av detta fornminne |
| Söraby 172:1  | Röse                        |              | Söraby, Småland     |       | 57.045079, 14.943026 | 10075301720001 | Ladda upp en bild av detta fornminne |
| Söraby 175:1  | Hällristning                |              | Söraby, Småland     |       | 57.043888, 14.948399 | 10075301750001 | Ladda upp en bild av detta fornminne |
| Söraby 182:1  | Stensättning                |              | Söraby, Småland     |       | 57.041656, 14.921190 | 10075301820001 | Ladda upp en bild av detta fornminne |
| Söraby 190:1  | Stensättning                |              | Söraby, Småland     |       | 57.057758, 14.864535 | 10075301900001 | Ladda upp en bild av detta fornminne |
| Söraby 191:1  | Röse                        |              | Söraby, Småland     |       | 57.058551, 14.863119 | 10075301910001 | Ladda upp en bild av detta fornminne |
| Söraby 192:1  | Röse                        |              | Söraby, Småland     |       | 57.045847, 14.952049 | 10075301920001 | Ladda upp en bild av detta fornminne |
| Söraby 193:1  | Röse                        |              | Söraby, Småland     |       | 57.046485, 14.952841 | 10075301930001 | Ladda upp en bild av detta fornminne |
| Söraby 194:1  | Stensättning                |              | Söraby, Småland     |       | 57.023716, 14.826167 | 10075301940001 | Ladda upp en bild av detta fornminne |
| Söraby 194:2  | Stensättning                |              | Söraby, Småland     |       | 57.023713, 14.825941 | 10075301940002 | Ladda upp en bild av detta fornminne |
| Söraby 204:1  | Röse                        |              | Söraby, Småland     |       | 57.049392, 14.857170 | 10075302040001 | Ladda upp en bild av detta fornminne |
| Söraby 204:2  | Stensättning                |              | Söraby, Småland     |       | 57.049514, 14.857067 | 10075302040002 | Ladda upp en bild av detta fornminne |
| Söraby 205:1  | Röse                        |              | Söraby, Småland     |       | 57.052122, 14.855069 | 10075302050001 | Ladda upp en bild av detta fornminne |
| Söraby 205:2  | Röse                        |              | Söraby, Småland     |       | 57.051759, 14.855314 | 10075302050002 | Ladda upp en bild av detta fornminne |
| Söraby 208:1  | Stensättning                |              | Söraby, Småland     |       | 57.050698, 14.879095 | 10075302080001 | Ladda upp en bild av detta fornminne |
| Söraby 210:1  | Röse                        |              | Söraby, Småland     |       | 57.051896, 14.879321 | 10075302100001 | Ladda upp en bild av detta fornminne |
| Söraby 219:1  | Hällristning                |              | Söraby, Småland     |       | 57.021831, 14.819324 | 10075302190001 | Ladda upp en bild av detta fornminne |
| Söraby 219:2  | Hällristning                |              | Söraby, Småland     |       | 57.021831, 14.819325 | 10075302190002 | Ladda upp en bild av detta fornminne |
| Söraby 220    | Hällristning                |              | Söraby, Småland     |       | 57.021744, 14.819415 | 12000000000856 | Ladda upp en bild av detta fornminne |
| Söraby 222    | Stensättning                |              | Söraby, Småland     |       | 57.008911, 14.841827 | 12000000030868 | Ladda upp en bild av detta fornminne |
| Söraby 225    | Grav markerad av sten/block |              | Söraby, Småland     |       | 57.071206, 14.928694 | 12000000094840 | Ladda upp en bild av detta fornminne |
| Dädesjö 112:1 | Stensättning                |              | Söraby, Småland     |       | 57.032629, 14.946635 | 10070701120001 | Ladda upp en bild av detta fornminne |